# Jan Nepomucen Iliński
(Stanisław) Jan Nepomucen Iliński herbu Lis (ur. 14 maja 1744 roku) – cześnik owrucki w latach 1768–1774, dworzanin pokojowy królewski w 1768 roku, starosta cudnowski.
Syn Kazimierza i Anny Szuszczewiczówny, żonaty z Karoliną Giżycką.
Elektor Stanisława Augusta Poniatowskiego z województwa kijowskiego.
W 1794 roku odznaczony Orderem Orła Białego.